# ノンリニア編集
ノンリニア編集（ノンリニアへんしゅう、Non-linear editing）は、コンピュータを使用した非直線的（ノンリニア）な映像編集方式のこと。2台以上のデッキを使いテープからテープへ映像をコピーするリニア編集に比べ、編集箇所を自由に選択でき、映像データを即座に追加・削除・修正・並べ替えることができる利点がある。1990年代に登場し、PCと共に急速に普及した。

## 概要
編集システムとしてはAvid、Adobe Premiere、Corel Ulead VideoStudio、Final Cut Pro、EDIUS、flame、Kino、Canopus CWSシリーズ、Canopus HDWSシリーズ、CyberLink PowerDirectorなどが代表的である。
史上初のノンリニア編集機と言えるものは1971年にアメリカの放送局であるCBSと記憶媒体業者のメモレックスの合弁事業により生産されたCMX600という機種である。PDP-11をベースにRAMを内蔵してノンリニア編集を可能としていた。テレビ局が製造に関わっていたことからNTSCとPALの両方に対応しており多分に世界的に販売するつもりであったと考えられるが、先進的過ぎたその性能から理解を得られず、また当時の値段で25万ドルしたことから6台しか製造されなかった。
1990年代になると、VTRを使用して実時間以上を要する編集を克服するためのブレークスルーがランダムアクセス記録媒体を用いた記録装置によって実現された。 1980年代の終盤からHDDやDRAMを用いた記録装置が一部の放送機器メーカーから発売された。これらはD2コンポジットデジタルあるいはD1コンポーネントデジタル形式で数分程度の記憶容量しかなかったが、一部の編集プロダクションで多重合成編集を行う場面などで用いられた。
1990年代の初期、全素材をHDDに収録し、ランダムアクセス機能を利用して必要な場面だけ飛び飛びに再生する編集システムが登場した。一連の再生の順番を記述したプレイリストに再生開始・終了点を指定し、それに従って再生することで編集結果が得られるもので、記録媒体間で一切コピーを行わずに済む。インサート編集も編集のやり直しもプレイリストの内容を変更するだけで行える。場面転換で複数素材の合成を行う場合も、複数箇所同時再生が可能な記録再生装置を用いればA/Bロール機能相当の編集が可能になる。また必要な場面の先頭映像をキャプチャし縮小映像としてGUI画面に表示することにより、複数の場面への頭出しが容易にできるなど、編集作業の効率化をもたらすものであった。
初期の製品はPCベースでHDDの記録容量は小さく、低ビットレートに圧縮した映像しか扱えなかった。このためオフライン編集にしか用いることができず、番組やCM編集に関わる人からはそれほど評価されなかったようである。
しかし、ニュース制作の分野などから米国を中心に徐々に普及し、HDDの大容量化、ハードウェアの高速化、高効率符号化（圧縮）技術の進歩により放送画質の編集・制作が可能になった。特にニュース編集システムでは、素材をテープからHDDにコピーしたあとは自由に編集してそのまま送出可能なため、非常に効率のよい運用が可能になることから、普及が進んでいる。初期のノンリニア編集システムの代表例としてはMacintoshIIを用いたAvidや、Amigaを用いたVideo Toasterが良く知られる。現在ではより高品質、大規模なシステムが多くの放送機器メーカーから供給されており、編集から送出まで一括して行えるビデオサーバとして用いられている。
一方、イギリスのQuantel社の「ヘンリー」、カナダのdiscreet社の「インフェルノ」など、複雑な映像合成に絞った高画質・高機能なシステムもあり、CGや画像処理の機能も含めた制作工程で用いられる。
また、PCやソフトウェアの高性能化や記録形DVD・BDの普及により、PCベースのノンリニア映像編集システムが個人や業務用として用いられるようになった。今日では、市販のBDレコーダーやDVDレコーダーやHDDレコーダーで簡易なプレイリスト編集ができるようになっている。